# Kallimach (polemarch)
Kalimach (stgr. Καλλίμαχος, „Piękny w boju” od καλός „piękny” i μάχη „walka”; zm. w 490 p.n.e. pod Maratonem) – ateński archont-polemarch, uczestnik bitwy pod Maratonem.
Gdy głosy dziesięciu strategów rozłożyły się po równo (za przystąpieniem do walki natychmiast, lub czekaniem na rozwój wypadków i spodziewane posiłki ze Sparty), postanowiono go wezwać i poprosić o głos. Kallimach, przekonany wcześniej przez Miltiadesa, oddał głos za podjęciem działań.
W czasie bitwy Kallimach dowodził prawym skrzydłem armii ateńskiej. Prawe i lewe skrzydło (lewe dowodzone przez Platejczyków) okrążyły armię perską doprowadzając do zwycięstwa Greków. Kallimach zginął w walce.
Jego śmierć na polu bitwy została przedstawiona na fresku w Stoa Poikile.